# DMSP Block 2 F1
DMSP Block 2 F1 – amerykański wojskowy satelita meteorologiczny; jeden z trzech satelitów należących do serii Block 2 programu Defense Meteorological Satellite.
Pracował na heliosynchronicznej orbicie okołobiegunowej, której trwałość szacowana jest na 80 lat.

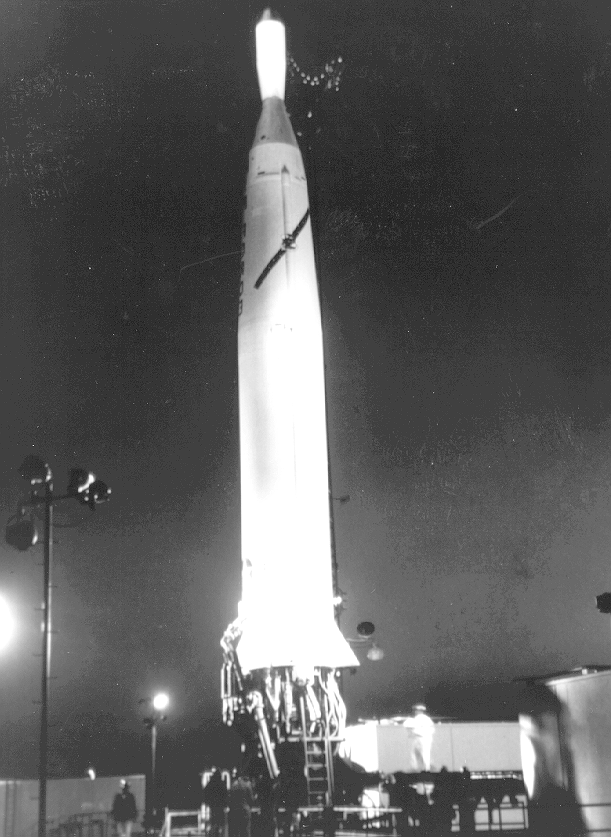
Rakieta Thor Burner 1 z satelitą DMSP Block 2 F1 oczekująca na start, 10 września 1965.